# María Teresa Castells
María Teresa Castells Arteche (Busturia, Vizcaya, 1935-San Sebastián, Guipúzcoa, 10 de septiembre de 2017) fue una librera española conocida por su lucha cultural contra el franquismo y el terrorismo de Euskadi Ta Askatasuna (ETA), los cuales sufrió durante décadas, siendo amenazada y atacada su Librería Lagun, ubicada en la ciudad de San Sebastián, en decenas de ocasiones. Su propio esposo, José Ramón Recalde, que compartía su lucha en defensa de las libertades, fue disparado en un atentado etarra el 14 de septiembre de 2000 al que sobrevivió a pesar de haber sido alcanzado desde cerca en la mandíbula.

## Biografía
Castells nació en 1935, un año antes del comienzo de la guerra civil española. Era hija del notario valenciano Miguel Castells Adriaensens (1904-1987) y la vasca María Isabel Arteche. Su familia residía en la capital guipuzcoana desde su infancia, desde el año 1944. Uno de sus hermanos es el político Miguel Castells (1931).
Desde niña sintió un gran interés por la lectura y se interesó por las novedades literarias, siendo más tarde una gran defensora y divulgadora del euskera.

## Librería Lagun
En 1968, todavía durante el franquismo, Castells funda la librería "Lagun" ("amigo o amiga" en euskera), junto con su marido José Ramón Recalde e Ignacio Latierro. El conocido establecimiento estaba a punto de cumplir 50 años de existencia en el momento del fallecimiento de María Teresa en 2017. Finalmente, la librería cerró sus puertas por bajas ventas en agosto de 2023.
La librería, «la más atacada de Europa», según el juez Joan Cremades, se hizo tristemente conocida tras sufrir repetidas amenazas y ataques, tanto durante el régimen de Franco, por afines al mismo, como por la izquierda abertzale nacionalista vasca durante la democracia, ideologías curiosamente completamente contrarias.
Después de uno de esos ataques, dañada con cócteles molotov, la tienda prefirió desplazarse desde su ubicación en el casco viejo de la ciudad a una zona más tranquila, aunque tampoco en ella se librase de los ataques.
Ante este tipo de situaciones, María Teresa también recibió el apoyo de gran número de los vecinos de su ciudad.
Por su parte María Teresa siempre fue una defensora de sus raíces y de la libertad en el sentido más amplio de la palabra, organizando en su establecimiento cultural tertulias y actos de diversa índole, la mayor parte de ellos relacionados con la cultura vasca..
En los primeros años de existencia de la librería llegó a estar detenida por su actividad, ya que en la zona trasera vendía libros prohibidos por el régimen franquista y organizaba reuniones políticas, siendo además visitada por gente que se trasladaba especialmente a tal efecto incluso desde Francia, como Pierre Vilar o Manuel Tuñón de Lara
Lagun recibió en 2020 el premio de Derechos Humanos de la Fundación Enrique Ruano.

## Homenajes y reconocimientos
- Medalla de Oro al Mérito Ciudadano de la ciudad de San Sebastián (2002)[11][12]
- Medalla de Oro al Mérito en el Trabajo (2007)[13][14][15]
- Premio Ramón Rubial (2016)[16][17]